# Adolph Rupp
Adolph Rupp, Adolph Frederick Rupp, né le 2 septembre 1901 à Halstead et mort le 10 décembre 1977  à Lexington, est un entraîneur de basket-ball américain. Entraineur des Wildcats du Kentucky, il est l'un des entraîneurs ayant le plus de victoires dans le basket-ball universitaire américain et l'un des entraîneurs connaissant le plus fort pourcentage de victoires.
Il conduit son équipe à quatre titres de champion de la National Collegiate Athletic Association (NCAA), en 1948, 1949, 1951, 1958. Il est introduit au sein du Basketball Hall of Fame en 1969 et du National Collegiate Basketball Hall of Fame au sein de la promotion initiale de celui-ci en 2006.

## Biographie

### Jeunesse et débuts
Adolph Frederick Rupp est issu d'une famille de Mennonitite. Son père, Heinrich Rupp, émigré d'Autriche, s'installe à Haslstead en 1883 avec sa mère, deux frères et deux sœurs. Sa mère rejoint les États-Unis en 1891 en provenance d'Allemagne. Heinrich, devenu citoyen américain en 1892, épouse Anna Litchi en 1893. Le couple donne naissance à six enfants, Otto, Henry, Theodore, Adolph, Elizabeth et Alfred.
Adoph Rupp, né en 1901, voit sa jeunesse gouvernée par l'église et une stricte discipline. Avec la mort de son père en 1910 à la suite d'une pneumonie, il vit dans une famille dirigée d'une main de fer par sa mère et dont le fils ainé Otto prend la direction de la ferme familiale. Il doit participer comme tous les membres de la famille aux activités agricoles.
C'est vers l'âge de six-sept ans qu'il découvre le basket-ball lorsque son école de District 33 installe un panier de basket-ball alors qu'il est en second grade. Il développe son jeu avec un ballon confectionné par sa mère avec un sac rempli de paille et de chiffon. Il joue pour la première fois avec Haslstead High School en 1915 avec son frère Theodore. Son premier match se solde par une défaite de cinquante points. Le bilan de la saison d'une victoire sur seize rencontres. Lors de son année junior, il présente une moyenne de 19 points, avec un maximum de 37 points. Haslstead remporte le championnat de la Mid Kansas League. Lors de sa dernière année, il est élu capitaine de l'équipe et occupe le rôle officieux d'entraîneur. Sa saison se termine sur une moyenne de 19,1 points.
Il décide alors de rejoindre l'université d'état d'Emporia avec l'argent qu'il a économisé mais finalement il rejoint l'université du Kansas. C'est au sein de celle-ci qu'il fait la connaissance de deux personnalités du basket-ball : Dr James Naismith et Forrest Fog Allen. Rupp, qui joue sur les postes d'arrière, est barré par deux excellents joueurs et figure ainsi parmi ceux qu'Allen appellent les Meat Packers, joueurs qui rentrent en jeu lorsque la décision est faite. Rupp apprend beaucoup de Fog Allen, surnommé Dr Allen ou Doc par ses joueurs, mais jamais Phog. Allen est adepte de long entrainements où chacun des gestes est effectué de nombreuses fois. Il prône la maitrise des fondamentaux. Allen, innove beaucoup dans le jeu, notamment dans les systèmes de défense. Kansas termine en tête de sa conférence, la Missouri Valley Conference, avec les Tigers du Missouri en 1922, puis 1923. Kansas est ensuite reconnu champion national rétoactivement en 1936 par Helms Athletic Foundation.

### Entraîneur enHigh School
En 1924, il accepte un poste d'enseignant et d'entraîneur à Burr Oak High School. Lors de la pause de Thanksgiving, il rencontre le principal de MarshallTown High School qui lui propose un poste d'entraîneur. Cependant, Rupp se rend ensuite que le poste est l'entraîneur de l'équipe de lutte. Malgré sa méconnaissance du sport, il conduit son équipe au titre national avec le soutien d'un assistant ancien champion de l'AAU.
En 1926, il rejoint Freeport High School où il obtient un poste d'enseignant et des postes d'assistant dans les équipes de football américain et de basket-ball. Il devient ensuite entraîneur de cette dernière équipe. Il applique les concepts qu'il a appris de Allen et impose le travail des fondamentaux. Toutefois, au contraire de son ancien entraîneur, il préfère utiliser une défense homme à homme qu'il considère plus facile à enseigner et mettre en place. Sa première saison se solde par un bilan de dix victoires pour six défaites, puis onze victoires et cinq défaites la saison suivante. Lors de sa troisième saison, en 1929, les Pretzels, surnom des joueurs de l'équipe, terminent à la troisième place du championnat de l'état avec un bilan de vingt victoires et quatre défaites. Lors du dernier match de sa quatrième saison à Freeport, il apprend par Craig Ruby, entraîneur de l'Université de l'Illinois, que le poste d'entraîneur des Wildcats du Kentucky est disponible à la suite du départ de John Mauer, qui après un bilan de quarante victoires pour seize défaites, n'obtient le salaire qu'il désire.

### Wildcats du Kentucky
Après deux premières saisons disputées dans la Southern Conference, terminant première en 1932, les Wildcats du Kentucky rejoignent la Southeastern Conference ou SEC. Dès sa première saison dans cette conférence, ils remportent le titre, tant en saison régulière que le lors du tournoi de la conférence. Kansas est plus tard désigné champion national par la fondation Helms pour son bilan de vingt-et-une victoires et trois défaites.
Kentucky continue de dominer le basket-ball dans cette conférence, remportant le titre de saison régulière en 1935, 1937, doublé avec le tournoi de la conférence, et 1939 et 1940 où les Wildcats remportent les deux titres de la conférence. Après avoir renouvelé ce double en 1942, Kentucky remportent les deux titres chaque année de 1944 à 1950, le titre de saison en 1951 et 1952, année où ils remportent de nouveau le titre de champion du tournoi.
Durant cette période, l'équipe de Rupp remporte également des titres nationaux. Elle remporte le National Invitation Tournament (NIT) en 1946 en s'imposant face à Rhode Island sur le score de 46 à 45, puis s'incline la saison passée dans cette même compétition en finale face aux Utes de l'Utah sur le score de 49 à 45.
En 1948, le Fab Five, composé de Ralph Beard, Alex Groza, Wallace 'Wah Wah' Jones, Cliff Barker et Kenny Rollins, remporte le championnat NCAA en s'imposant face aux Lions de Columbia puis aux Crusaders de Holy Cross et enfin face aux Bears de Baylor lors de la finale du championnat national sur le score de 58 à 42,.

### Jeux olympiques
Il est l'assistant de Bud Browning lors de la victoire des États-Unis aux Jeux olympiques de Londres en 1948. Le choix est déterminé après un match entre le champion de l'Amateur Athletic Union, les Phillips 66ers, et le champion NCAA, Kentucky. Phillips 66ers remportant la victoire sur le score de 53 à 49, Browning est désigné entraîneur en chef d'une équipe composée de cinq joueurs de Kentucky et cinq de Phillips, et quatre autres joueurs. Les deux entraîneurs se mettent d'accord pour aligner au cours des rencontres des équipes uniquement composés de la même école.

### Kansas
Après les jeux, Kansas remporte son deuxième titre consécutif de champion NCAA en s'imposant 46 à 36 face aux Cowboys d'Oklahoma State. Après une absence du tournoi de la NCAA en 1950, Kansas dispute une nouvelle finale nationale en 1951, finale où ils s'imposent sur le score de 68 à 58 face aux Wildcats de Kansas State. Durant l'automne de la même année, un scandale éclate : deux de ses anciens joueurs, Ralph Beard, Alex Groza, sont arrêtés pour avoir accepté des pots-de-vin lors d'une rencontre du MIT 1949 contre l'Université Loyola de Chicago. Ces deux joueurs sont bannis de la National Basketball Association. Dans le même temps, après une enquête de la SEC et de la NCAA, Kentucky est convaincu d'avoir fait jouer des joueurs inéligibles, certains touchant de l'argent. Rupp bien que convaincu que son équipe est trop importante pour subir des pénalités - « Ils ne peuvent atteindre les joueurs avec une perche de 10 pieds » - voit son équipe interdite de compétition lors de la saison 1952-1953.
Après cette suspension, Les Wildcats remportent quatre titres de conférence jusqu'en 1958, année où ils remportent le quatrième titre NCAA de la carrière de Rupp en s'imposant 84 à 72 face aux Redhawks de Seattle.
Les joueurs de Rupp disputent de nouveau un championnat national lors de la saison 1965-1966. Ils sont opposés aux Miners de Texas Western en finale du Final Four, ces derniers s'imposant sur le score de 72 à 65. Cette équipe est composée d'un cinq majeur, et des deux premiers remplaçants afro-américains. C'est la première fois qu'une équipe composée de joueurs Afro-Américains dispute une finale nationale dans un des sports majeurs américains. Deux ans après le Civil Rights Act de 1964, ce résultat a un effet sur le changement de mentalités des entraîneurs, plus particulièrement dans les états du sud où la ségrégation raciale, notamment chez les équipes de la SEC, est encore très présente. Le premier joueur afro-américain à évoluer chez les Wildcats sous la direction de Adolph Rupp est Tom Payne en décembre 1970.
Après cette date, les seuls trophées remportés par Adolph Rupp sont des victoires dans la conférence.
À l'âge de 70 ans, en 1972, il doit mettre un terme à sa carrière en raison des règles régissant l'université, bien qu'il soit opposé à cette décision : « S'ils ne me laissent coacher, ils pourraient aussi bien me conduire au cimetière de Lexington. »,.

## Palmarès
Bien que n'étant pas titulaire, Adolph Rupp remporte deux titres qui sont désignés comme des titres nationaux par la Fondation Helm, en 1922 et 1923.
En tant qu'entraîneur, il remporte quatre titres de champion de la National Collegiate Athletic Association (NCAA), en 1948, 1949, 1951, 1958. Il termine à deux autres reprises dans les quatre premières équipes de NCAA, en 1942 avec une finale perdue de la région Est perdue face à Dartmouth, puis en 1966. Lors de cette dernière année, Kentucky s'incline en finale du Final Four sur le score de 72 à 65. Son équipe est également désignée rétroactivement championne nationale pour sa saison 1932-1933. il participe vingt fois au tournoi final de la NCAA.
Les Wildcats du Kentucky remportent treize championnats de la SEC et vingt-huit championnats de la saison régulière de cette même conférence.

## Statistiques
| Année   | Équipe   | Conférence          | Saison        | Saison    | Saison   | Saison     | Notes                                              |
| Année   | Équipe   | Conférence          | Matchs jouées | Victoires | Défaites | % victoire | Notes                                              |
| ------- | -------- | ------------------- | ------------- | --------- | -------- | ---------- | -------------------------------------------------- |
| 1930-31 | Kentucky | Southern Conference | 18            | 15        | 3        | 83,3       |                                                    |
| 1931-32 | Kentucky | Southern Conference | 17            | 15        | 2        | 88,2       |                                                    |
| 1932-33 | Kentucky | SEC                 | 24            | 21        | 3        | 87,5       | champion de la Fondation Helms                     |
| 1933-34 | Kentucky | SEC                 | 17            | 16        | 1        | 94,1       |                                                    |
| 1934-35 | Kentucky | SEC                 | 21            | 19        | 2        | 90,5       |                                                    |
| 1935-36 | Kentucky | SEC                 | 21            | 15        | 6        | 71,4       |                                                    |
| 1936-37 | Kentucky | SEC                 | 22            | 17        | 5        | 77,3       |                                                    |
| 1937-38 | Kentucky | SEC                 | 18            | 13        | 5        | 72,2       |                                                    |
| 1938-39 | Kentucky | SEC                 | 20            | 16        | 4        | 80,0       |                                                    |
| 1939-40 | Kentucky | SEC                 | 21            | 15        | 6        | 71,4       |                                                    |
| 1940-41 | Kentucky | SEC                 | 25            | 17        | 8        | 68,0       |                                                    |
| 1941-42 | Kentucky | SEC                 | 25            | 19        | 6        | 76,0       |                                                    |
| 1942-43 | Kentucky | SEC                 | 23            | 17        | 6        | 73,9       |                                                    |
| 1943-44 | Kentucky | SEC                 | 21            | 19        | 2        | 90,5       |                                                    |
| 1944-45 | Kentucky | SEC                 | 26            | 22        | 4        | 84,6       |                                                    |
| 1945-46 | Kentucky | SEC                 | 30            | 28        | 2        | 93,3       | Vainqueur du NIT                                   |
| 1946-47 | Kentucky | SEC                 | 37            | 34        | 3        | 91,9       |                                                    |
| 1947-48 | Kentucky | SEC                 | 39            | 36        | 3        | 92,3       | Champion de NCAA et champion de la Fondation Helms |
| 1948-49 | Kentucky | SEC                 | 34            | 32        | 2        | 94,1       | Champion de NCAA                                   |
| 1949-50 | Kentucky | SEC                 | 30            | 25        | 5        | 83,3       |                                                    |
| 1950-51 | Kentucky | SEC                 | 34            | 32        | 2        | 94,1       | Champion de NCAA                                   |
| 1951-52 | Kentucky | SEC                 | 32            | 29        | 3        | 90,6       |                                                    |
| 1953-54 | Kentucky | SEC                 | 25            | 25        | 0        | 100,0      |                                                    |
| 1954-55 | Kentucky | SEC                 | 26            | 23        | 3        | 88,5       |                                                    |
| 1955-56 | Kentucky | SEC                 | 26            | 20        | 6        | 76,9       |                                                    |
| 1956-57 | Kentucky | SEC                 | 28            | 23        | 5        | 82,1       |                                                    |
| 1957-58 | Kentucky | SEC                 | 29            | 23        | 6        | 79,3       | Champion de NCAA                                   |
| 1958-59 | Kentucky | SEC                 | 27            | 24        | 3        | 88,9       |                                                    |
| 1959-60 | Kentucky | SEC                 | 25            | 18        | 7        | 72,0       |                                                    |
| 1960-61 | Kentucky | SEC                 | 28            | 19        | 9        | 67,9       |                                                    |
| 1961-62 | Kentucky | SEC                 | 26            | 23        | 3        | 88,5       |                                                    |
| 1962-63 | Kentucky | SEC                 | 25            | 16        | 9        | 64,0       |                                                    |
| 1963-64 | Kentucky | SEC                 | 27            | 21        | 6        | 77,8       |                                                    |
| 1964-65 | Kentucky | SEC                 | 25            | 15        | 10       | 60,0       |                                                    |
| 1965-66 | Kentucky | SEC                 | 29            | 27        | 2        | 93,1       |                                                    |
| 1966-67 | Kentucky | SEC                 | 26            | 13        | 13       | 50,0       |                                                    |
| 1967-68 | Kentucky | SEC                 | 27            | 22        | 5        | 81,5       |                                                    |
| 1968-69 | Kentucky | SEC                 | 28            | 23        | 5        | 82,1       |                                                    |
| 1969-70 | Kentucky | SEC                 | 28            | 26        | 2        | 92,9       |                                                    |
| 1970-71 | Kentucky | SEC                 | 28            | 22        | 6        | 78,6       |                                                    |
| 1971-72 | Kentucky | SEC                 | 28            | 21        | 7        | 75,0       |                                                    |
| Total   | Total    | Total               | 1066          | 876       | 190      | 82,2       |                                                    |